# プログレスM-54
プログレスM-54はロシア連邦宇宙局が国際宇宙ステーション(ISS)の補給のために2005年に打ち上げたプログレス補給船。NASAではProgress 19、19Pなどとも称し、型式はプログレス-M (11F615A55)型でシリアル番号は354番だった。

## 運用
プログレスM-54は2005年9月8日13時7分54秒(GMT)にバイコヌール宇宙基地1/5発射台からソユーズ-Uで打ち上げられた。2日後の9月10日14時42分3秒(GMT)にISSのズヴェズダモジュールAftポートにドッキングした。
およそ6ヶ月間ドッキングを続け、2006年3月3日10時6分10秒(GMT)にドッキングを解除した。同日の13時5分0秒(GMT)に軌道を離脱、太平洋上の大気圏で燃焼し、燃え残りは13時52分18秒(GMT)ごろに海上に落下したとされる。

## 搭載貨物
M-54は第11次長期滞在のクルーなど向けの食料、水、酸素のほか化学実験用の装置類などを詰んでおり、また、引退したオーラン宇宙服を利用してISS内で製作する宇宙服衛星用の発信機も積まれていた。

## 註
1. 1 2  McDowell, Jonathan. “Launch Log”.   Jonathan's Space Page. 2009年6月6日閲覧。
2. 1 2 3 4  Anikeev, Alexander. “Cargo spacecraft "Progress M-54"”.   Manned Astronautics - Figures & Facts. 2007年10月7日時点のオリジナルよりアーカイブ。2009年6月6日閲覧。
3. ↑  Wade, Mark. “Progress M”.   Encyclopedia Astronautica. 2016年7月11日閲覧。
4. ↑  Zak, Anatoly. “Progress cargo ship”.   RussianSpaceWeb. 2009年6月6日閲覧。
5. ↑  McDowell, Jonathan. “Satellite Catalog”.   Jonathan's Space Page. 2009年6月6日閲覧。